# Choice Cuts (Jackyl)
Choice Cuts è un album raccolta dei Jackyl pubblicato nel 1996 per la Geffen Records.

## Tracce
1. We're an American Band – 4:32 (Brewer) – Grand Funk Railroad Cover)
2. Down on Me – 3:59 (Dupree)
3. When Will It Rain – 4:35 (Dupree)
4. Locked and Loaded – 3:29 (Dupree, Johnson)
5. I Stand Alone – 3:56 (Dupree)
6. I Am the Walrus – 5:38 (Lennon, McCartney) – Beatles Cover
7. Push Comes to Shove – 2:59 (Dupree)
8. Headed for Destruction – 5:14 (Dupree)
9. The Lumberjack – 3:29 (Dupree)
10. Misery Loves Company – 3:46 (Hayes)
11. Dixieland – 6:03 (Dupree)
12. Secret of the Bottle – 5:27 (Dupree)
13. Dirty Little Mind (live) – 5:06 (Dupree)
14. Redneck Punk (live) – 3:30 (Honeycutt, Worley)
15. Mister Can You Spare a Dime – 4:03

## Formazione
- Jesse Dupree - voce, motosega
- Jimmy Stiff - chitarra
- Jeff Worley - chitarra
- Thomas Bettini - basso
- Chris Worley - batteria

### Altri musicisti
- Brian Johnson - voce nella traccia 4